# Морфо гекуба
Морфо гекуба (лат. Morpho hecuba) — вид дневных бабочек из семейства нимфалид.

## Название
Видовое название Гекуба дано в честь жены троянского царя Приама, на долю которой выпала трагическая судьба и которая прославилась своей местью.

## Распространение
Вид Морфо Гекуба встречается в лесах Бразилии, Колумбии, Эквадора и Гайаны.

## Биологическое описание
Передние крылья самца красновато-рыжие, с тёмным рисунком по краю; задние — почти чёрные и лишь у основания светло-кремовые. Сочетание таких цветов напоминает зарево на фоне чёрного неба и создаёт ощущение тревоги. Самка внешне похожа на самца, однако она более крупного размера, чем самец. Яркий красный цвет передних крыльев самки занимает почти всё крыло, за исключением узкой чёрной краевой полосы с цепочкой удлинённых красных пятен. Светлые краевые и прикраевые пятна заднего крыла у самки выражены более чётко, чем у самца.
Морфо Гекуба является одной из самых крупных бабочек подсемейства Морфид. Размах её крыльев — 18 см. Иногда размах крыльев достигает 20 см. Гусеница питается ядовитыми лианами.